# 艾倫伯格-斯廷羅德公理
在數學的代數拓撲學中，艾倫伯格－斯廷羅德公理（英語：Eilenberg–Steenrod axioms）是拓撲空間的同調論的共有性質。符合這套公理的同調論的典型例子，是由塞繆爾·艾倫伯格和諾曼·斯廷羅德建立的奇異同調。
同調論可以定義為符合艾倫伯格－斯廷羅德公理的函子列。這個公理化方法在1945年建立，可以用來證明只要符合公理的同調論都會有的共同結果，例如邁耶－菲托里斯序列。
如果省略了其中的維數公理，那麼其餘的公理所定義的是廣義同調論。最早出現的廣義同調論是K-理論和配邊理論。

## 正式定義
艾倫伯格－斯廷羅德公理用於從拓撲空間偶(X, A)範疇到阿貝爾群範疇的函子列{\displaystyle H_{n}}，連同稱為邊界映射的自然變換{\displaystyle \partial :H_{i}(X,A)\to H_{i-1}(A)}。（在此Hi − 1(A)是Hi − 1(A,∅)的簡記。）這套公理是：
1. 恆同映射{\displaystyle \mathrm {id} :(X,A)\to (X,A)}在同調群中誘導的同態{\displaystyle H_{n}(\mathrm {id} ):H_{n}(X,A)\to H_{n}(X,A)}是恆同同態。
2. 設有空間偶的映射{\displaystyle f:(X,A)\rightarrow (Y,B)}，{\displaystyle g:(Y,B)\rightarrow (Z,C)}，那麼{\displaystyle H_{n}(g)\circ H_{n}(f)=H_{n}(g\circ f).}
3. 設有空間偶的映射{\displaystyle f:(X,A)\rightarrow (Y,B)}，那麼{\displaystyle \partial \circ H_{n}(f)=H_{n-1}(f|_{A})\circ \partial .}
4. 同倫：同倫的映射在同調群中誘導相同的同態。換言之，如果{\displaystyle g:(X,A)\rightarrow (Y,B)}同倫於{\displaystyle h:(X,A)\rightarrow (Y,B)}，那麼其誘導同態相同：
{\displaystyle H_{n}(g)=H_{n}(h):H_{n}(X,A)\to H_{n}(Y,B)} 對所有n ≥ 0。
5. 切除：設(X, A)是空間偶，U是X的子集，使得U的閉包包含在A的內部之中。那麼包含映射{\displaystyle i:(X-U,A-U)\to (X,A)}在同調群中誘導的是同構。
6. 維數：設P是單點空間，那麼{\displaystyle H_{n}(P)=0} 對所有n ≠ 0。
7. 正合：任何空間偶(X, A)經由包含映射{\displaystyle i:A\to X}和{\displaystyle j:X\to (X,A)}，都在同調群中誘導出長正合序列：
{\displaystyle \cdots \to H_{n}(A)\to ^{\!\!\!\!\!\!i_{*}}H_{n}(X)\to ^{\!\!\!\!\!\!j_{*}}H_{n}(X,A)\to ^{\!\!\!\!\!\!\partial _{*}}H_{n-1}(A)\to \cdots .}

約翰·米爾諾增加了一條公理：
可加性：設{\displaystyle X=\coprod _{\alpha }{X_{\alpha }}}是拓撲空間族{\displaystyle X_{\alpha }}的不交併，那麼{\displaystyle H_{n}(X)\cong \bigoplus _{\alpha }H_{n}(X_{\alpha }).}
設P是單點空間，那麼{\displaystyle H_{0}(P)}稱為係數群。

## 結果
同調群的一些結果可以用公理推導出，例如同倫等價空間的同調群是同構的。
一些較為簡單的空間的同調群可以直接從公理算出，比如n-球面。因此可以推導出(n-1)-球面不是n-球的收縮。用這個結果可以給出布勞威爾不動點定理的一個證明。

## 維數公理
如果一個同調論符合差不多所有艾倫伯格－斯廷羅德公理，但維數公理除外，便稱為廣義同調論（對偶概念為廣義上同調論）。一些重要例子在1950年代發現，例如拓撲K-理論和配邊理論，都是廣義上同調論，並有與之對偶的同調論。

## 參看
- Zig-zag lemma（英语：Zig-zag lemma）